# 58622 Setoguchi
A 58622 Setoguchi (ideiglenes jelöléssel 1997 VU) a Naprendszer kisbolygóövében található aszteroida. Seidai Miyasaka és Hiroshi Abe fedezte fel 1997. november 2-án.
A bolygót Takashi Setoguchi-ról (1961–), a Keleti Csillagászati Egyesület egyik tagjáról nevezték el.

## Kapcsolódó szócikk
- Kisbolygók listája (58501–59000)